# Tenta
Pour les articles homonymes, voir Tenta (homonymie).
Tenta est une ville du nord de l'Éthiopie, située dans la zone Debub Wollo de la région Amhara. Elle se trouve à 11° 19′ N, 39° 15′ E et à 2 972 mètres d'altitude.